# Xingxiang
Xingxiang (kinesiska: 行香, 行香镇) är en köping i Kina. Den ligger i provinsen Jiangsu, i den östra delen av landet, omkring 47 kilometer öster om provinshuvudstaden Nanjing.
Genomsnittlig årsnederbörd är 1 331 millimeter. Den regnigaste månaden är juli, med i genomsnitt 251 mm nederbörd, och den torraste är december, med 37 mm nederbörd.